# Sci nautico ai Giochi olimpici
Lo sci nautico è stata una disciplina olimpica dimostrativa ai Giochi olimpici di Monaco di Baviera 1972.

Le medaglie assegnate durante i 6 eventi non furono conteggiate nel medagliere complessivo.

## Medagliere
| Pos | Nazione        | Oro | Argento | Bronzo | Totale |
| --- | -------------- | --- | ------- | ------ | ------ |
| 1   | Stati Uniti    | 3   | 2       | 1      | 6      |
| 2   | Italia         | 1   | 1       | 0      | 2      |
| 2   | Paesi Bassi    | 1   | 1       | 0      | 2      |
| 4   | Francia        | 1   | 0       | 2      | 3      |
| 5   | Australia      | 0   | 2       | 0      | 2      |
| 6   | Germania Ovest | 0   | 0       | 2      | 2      |
| 7   | Canada         | 0   | 0       | 1      | 1      |

## Albo d'oro

### Maschile
| Edizione               | Oro             | Argento         | Bronzo               |        |
| ---------------------- | --------------- | --------------- | -------------------- | ------ |
| Monaco di Baviera 1972 | Slalom          | Slalom          | Slalom               | Slalom |
| Monaco di Baviera 1972 | Roby Zucchi     | Wayne Grimditch | Jean-Michel Jamin    |        |
| Monaco di Baviera 1972 | Figura          |                 |                      |        |
| Monaco di Baviera 1972 | Ricky McCormick | Wayne Grimditch | Karl-Heinz Benzinger |        |
| Monaco di Baviera 1972 | Salto           |                 |                      |        |
| Monaco di Baviera 1972 | Ricky McCormick | Max Hofer       | Hagen Klie           |        |

### Femminile
| Edizione               | Oro               | Argento      | Bronzo            |        |
| ---------------------- | ----------------- | ------------ | ----------------- | ------ |
| Monaco di Baviera 1972 | Slalom            | Slalom       | Slalom            | Slalom |
| Monaco di Baviera 1972 | Liz Allen-Shetter | Willy Stähle | Pat Messner       |        |
| Monaco di Baviera 1972 | Figura            |              |                   |        |
| Monaco di Baviera 1972 | Willy Stähle      | Kaye Thurlow | Sylvie Maurial    |        |
| Monaco di Baviera 1972 | Salto             |              |                   |        |
| Monaco di Baviera 1972 | Sylvie Maurial    | Kaye Thurlow | Liz Allen-Shetter |        |